# Pallars

Localització del Pallars

El Pallars és un territori històric de Catalunya, que en la divisió comarcal de 1936 quedà subdividit en les comarques del Pallars Sobirà, amb capital a Sort, i el Pallars Jussà, amb capital a Tremp. Constitueix la conca del riu Noguera Pallaresa (fins que travessa la Serra del Montsec). Fisiogràficament és la vall d'aquest riu i els seus afluents i tot el muntanyam que hi ha a l'entorn, de gran altitud. En la divisió comarcal de 1936 s'agregaren al Pallars Jussà històric també els territoris de la Ribagorça administrats per la Generalitat de Catalunya. El 1990 es va tornar a segregar aquests territoris del Pallars Jussà, i els atorgà la consideració de comarca amb el nom d'Alta Ribagorça.